# Citrus tachibana
Tachibana
Pour les articles homonymes, voir Tachibana.
Espèce
Synonymes
Citrus reticulata subsp. tachibana (Makino) G.A.Wu
Statut de conservation UICN

 CR  : 
En danger critique
Citrus tachibana ou Citrus reticulata subsp. tachibana, communément appelé tachibana est une espèce ou sous-espèce, dépendant de la classification scientifique, d'agrumes du genre Citrus, souvent classé parmi les mandarines.
Ne doit pas être confondu avec Citrus otachibana Yu. Tanaka (Daikitsu, Kotobukikan), gros fruit jaune piriforme probable hybride de C. maxima

## Dénomination
En japonais Tachibana タチバナ, ヤマトタチバナ,ニッポンタチバナ (Tachibana, yamatotachibana, nippontachibana) , en chinois 立花橘 (Lìhuā jú), en coréen 향산감귤 (hyangsang am gyul) Mandarines Hyangsan aussi 홍 굴 (hong gul)  ou mandarine rouge.

## Origine

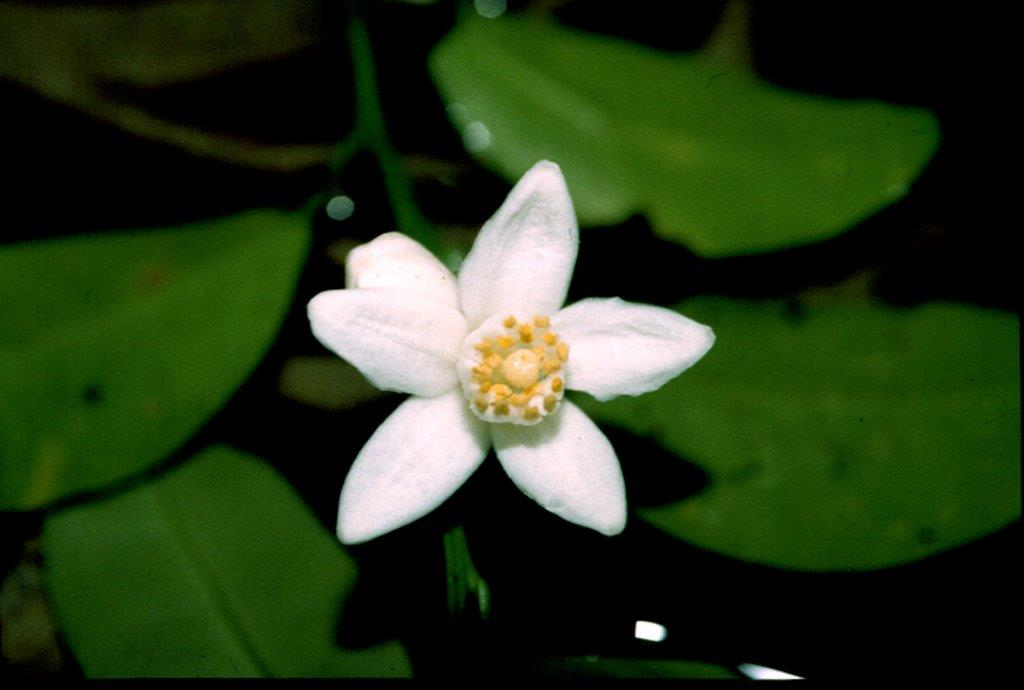
Fleurs du tachibana.

L'espèce, originaire de la Chine, a été introduite au Japon environ au Ier siècle av. J.-C. Le système de classification de Swingle le classe comme faisant partie de l'espèce des mandarines, Citrus reticulata, tandis que le botaniste Tyōzaburō Tanaka le classe comme une espèce à part entière. L'analyse du génome par le chercheur Guohong Albert Wu et ses collègues a démontré que l'espèce n'était pas hybride, comparée à d'autres espèces domestiquées qui ont reçu l'introgression du pomélo. Elle n'est cependant considérée par Wu et al. que comme une sous-espèce des mandarines. Il est estimé que l'espèce a divergé des mandarines asiatiques il y a deux millions d'années et se sont répandues par des ponts terrestres formés durant la période glaciaire du Pléistocène. Elles seraient par la suite apparues près de l'endroit où ses espèces cousines ont été domestiquées, dans les montagnes de Nanling (en).
Dans la tradition japonaise il aurait été apporté de Tokoyo no kuni (terre mythique) par Tajimamori (le dieu des sucreries).

## Distribution
Au Japon, l'espèce se retrouve dans les régions chaudes, sur l'île principale de Honshū, dans les préfectures de Shizuoka, Aichi, Wakayama, Mie et Yamaguchi et sur les îles de Shikoku, Kyūshū et les Ryūkyū. Outre le Japon, l'espèce est répandue sur l'île de Taiwan, la péninsule de Corée et l'île de Jeju.

## Description
Le tachibana est très similaire au Komikan et à Citrus nippokoreana. C'est une espèce de petit arbre sempervirente. Ses petits fruits d'un poids moyen de 5,4 g sont de formes aplaties, de 3 cm de diamètre, et contiennent au plus huit pépins.
L'arbre fleurit vers le mois de juin et produit des fleurs blanches, à cinq pétales oblongues. Il pousse dans les forêts côtières et diminue en taille lorsque les arbres environnants prennent de l'épaisseur. Son arbre mesure environ 4 m de haut. Ses feuilles sont de forme lancéolée ovale et mesurent de 3 à 5 centimètres de longueur et de 1,5 à 3 cm de largeur.

### Composants fonctionnels
C. tachibana a la teneur la plus élevée en polyméthoxyflavone parmi les agrumes immatures coréens, et une teneur relativement élevée en hespéridine, nobilétine et tangerétine.  Ittetsu Yamagaa et al. ont mesuré une baisse de la teneur en polyméthoxyflavones (nobilétine, tangerétine et sinensétine) et en hespéridine dans le flavedo depuis un maximum en juillet à un bas niveau en décembre. Ils recommandent de récolter le fruit immature en été pour maximiser ces composants. Leurs résultats montrent aussi une forte variation d'une année à l'autre.

## Dans la culture

### Evocation du passé
Tachibana est l'oranger sauvage, le parfum des fleurs de tachibana (hana tachibana) fait songer au passé dans la poésie japonaise bouddhiste médiévale. «La senteur de la fleur de tachibana me fait me souvenir de mon ancien amant» (le Kokinshu). Le prince Sochinomiya cueille une branche fleurie de tachibana et la fait porter à sa dame, il a en tête un vieux poème: «le parfum des fleurs de tachibana en mai / rappelle les manches parfumées de celui qui n'est plus ici». Elle signifie réminiscence dans le langage des fleurs.

### L'arbre de Toba
Au Japon, la ville de Toba a voté le tachibana du Japon comme son arbre officiel le 1er novembre 1969, décision prise par le conseil municipal parmi une liste de 15 candidats au titre d'arbre officiel. Il est aussi un monument naturel désigné dans les villes de Hagi et Nagato.

## Huile essentielle
La composition de l'HE[Quoi ?] d'écorce a été publiée par Hironari Miyazato (2017) pour laquelle il identifie 111 composants. Par ordre d'importance : limonène (69 %), le γ-terpinène (11 %) et le β-pinène (5 %). Dans les composants aromatiques l'α- et le β-pinène ainsi que le linalol sont les parfums prédominants aux côtés de faibles présences de vinylcétone et d'aldéhydes aliphatiques insaturés tels que (Z)-1,5-octadien-3-one (note piquante, métallique), 1-nonène-3-one et 7-méthyl-1,6-octadien-3-one (note champignon, métallique), (Z)-4 -décenal (note épicée, cireuse) qui caractérisent le parfum du tachibana.
Une comparaison faite à TaÏwan (2010) distingue nettement cette H1E[Quoi ?] de celle de C. taiwanica et identifie chez le cultivar local 25 % de citronellal typique de l'arôme des feuilles de C. tachibana.

## Anthologie
- Tyozaburo Tanaka. Acclimatation des Citrus hors de leur pays d'origine. Journal d'agriculture traditionnelle et de botanique appliquée. Année 1933  143  pp. 480-494[16]

« Le nom de Tachibana figure dans la première partie du Kojiki rédigée vers 712 après J.-G. Les fleurs et les fruits de l'arbre sauvage (C. Tachibana Tanaka) servaient de parure aux jeunes filles qui en faisaient des colliers et des guirlandes, et plusieurs poésies du Mun-nyoshu, y font allusion :  Myriad leaf collection rédigé vers 750 après J.-C. Cette coutume subsistait à Luchu il y a trois cents ans, où l'on se servait des fruits de la plante sauvage Shiikuwasha (C. depressa Hayata) la première n'y existant pas. Ces deux espèces s'étendent à Formose, mais la première, espèce des régions tempérées australes, se trouve seulement à haute altitude, alors que la seconde contourne les rebords de la chaîne centrale de faible altitude. Citrus taiwanica Tanaka et Shinada est manifestement un Citrus sauvage de Formose non encore domestiqué »